# موشق میکائلیان
موشق آواگی میکائلیان (ارمنی: Մուշեղ Ավագի Միքայելյան؛ زادهٔ ۷ نوامبر ۱۹۴۸ - درگذشته ۳ دسامبر ۲۰۰۴) یک روزنامه‌نگار، لغت‌شناس، ویراستار و سیاستمدار اهل ارمنستان است که از تاریخ تا تاریخ سمت نمایندگی دوره‌های دوم و سوم مجلس ملی جمهوری ارمنستان را برعهده داشت.

## زندگی‌نامه
در ۷ نوامبر ۱۹۴۸ در روستای زوواسار به دنیا آمد و از دانشکده فلسفه دانشگاه دولتی ایروان فارغ‌التحصیل شد.   وی در ۳ دسامبر ۲۰۰۴ در سن ۵۶ سالگی درگذشت و در آرامستان مرکزی ایروان (توخماخ) به خاک سپرده شد.